# Euphorbia famatamboay
Euphorbia famatamboay ist eine Pflanzenart aus der Gattung Wolfsmilch (Euphorbia) in der Familie der Wolfsmilchgewächse (Euphorbiaceae).

## Beschreibung
Die sukkulente Euphorbia famatamboay ist zweihäusig und wächst als kleiner Baum bis in Höhen von 6 Meter. Die in 20 Zentimeter lange Abschnitte gegliederten Zweige werden bis 1 Zentimeter dick und sind grünlich gelb gefärbt. Die an 1 Millimeter langen Blattstielen stehenden verkehrt eiförmigen Blätter werden bis 3 Millimeter lang und 2 Millimeter breit. Sie sind vergänglich. Die zu einem Ring angeordneten Nebenblätter sind mit Drüsen versehen.
Die männlichen Cyathien stehen in einfachen Cymen und erreichen 5 Millimeter im Durchmesser. Die weiblichen Cyathien stehen einzeln und werden 3,5 Millimeter groß. Die mehr oder weniger rosa gefärbten Nektardrüsen stoßen aneinander. Die stumpf gelappte Frucht ist 8 Millimeter lang gestielt und wird 6 Millimeter groß. Sie ist grün bis rötlich gefärbt und enthält den eiförmigen Samen, der 3 Millimeter lang und 2 Millimeter breit ist.

## Verbreitung und Systematik
Euphorbia famatamboay ist endemisch im Süden von Madagaskar verbreitet. Die Art steht auf der Roten Liste der IUCN und gilt als gefährdet (Vulnerable).
Die Erstbeschreibung der Art erfolgte 1976 durch Francis Friedmann und Georges Cremers.
Es werden folgende Varietäten unterschieden:
- Euphorbia famatamboay var. famatamboay
- Euphorbia famatamboay var. itampolensis F.Friedmann & Cremers (1976)[3]
im Unterschied zur Stammart bleiben die Bäume kleiner, nur bis 3 Meter hoch; es werden dickere Zweige ausgebildet, bis 1,5 Zentimeter und sie sind mit weißlichem Wachs überzogen; die Cyathien erreichen nur bis 3 Millimeter im Durchmesser